# Núi Num Bô
Núi Num Bô (hay Phnum Pô, hay Lâm Bô), là một ngọn núi đã không còn tồn tại nằm ở bờ nam kênh Ba Hòn, thuộc địa phận thị trấn Kiên Lương, huyện Kiên Lương, tỉnh Kiên Giang. Num Bô là núi đá vôi có kích thước nhỏ, cao 30 m, hiện núi đã bị san bằng. Núi ban đầu gồm một ngọn núi lớn (4,6 ha) và một ngọn núi nhỏ hơn (3,8 ha). Vào năm 2013, để phục vụ mục đích khai thác, một tính toán thống kê đã xác định thể tích đá núi Num Bô Lớn là 2.660.000 m3, núi Num Bô Nhỏ là 874.000 m3.

### Sách
- Anh Động (2011). Di tích-danh thắng và địa danh Kiên Giang. Nhà xuất bản Thanh niên. OCLC 867631211.